# Еємський інтергляціал
Еємський інтергляціал (Сенгамонський, Іпсвіцький, Мікулінський, Кайдацький, передостанній, Вальдівійський або Рісс-Вюрмський інтергляціал) — інтергляціал, який розпочався близько 130 000 років тому наприкінці передостаннього льодовикового періоду і закінчився приблизно 115 000 років тому на початку останнього льодовикового періоду. Відповідає 5-й морській ізотопній стадії. Еємський клімат був у середньому від 1 до 2 °C тепліше, ніж у голоцені. Під час Еємського інтергляціалу частка CO2 в атмосфері було близько 280 частин на мільйон.
Еємський інтергляціал відомий у Великій Британії як Іпсвічіан, Мікулінський інтергляціал у Росії, Вальдівійський інтергляціал у Чилі та Рісс-Вюрмський інтергляціал в Альпах та Сенгамонський інтергляціал у Північної Америки. Еємський інтергляціал не є синонімом цих інтергляціалів і інколи має вельми велику різницю і за сенсом і за часом.
Інтергляціал збігається за часом з середнім палеолітом і має певний інтерес з еволюції анатомічно сучасних людей, які на цей час були присутніми у Західній Азії (Гомініди групи Схул-Кафзех), а також у Південній Африці, що є найдавнішим відгалуженням сучасних людських популяцій, які збереглися до теперішнього часу (пов'язані з мітохондріальною гаплогрупою L0).

## Клімат

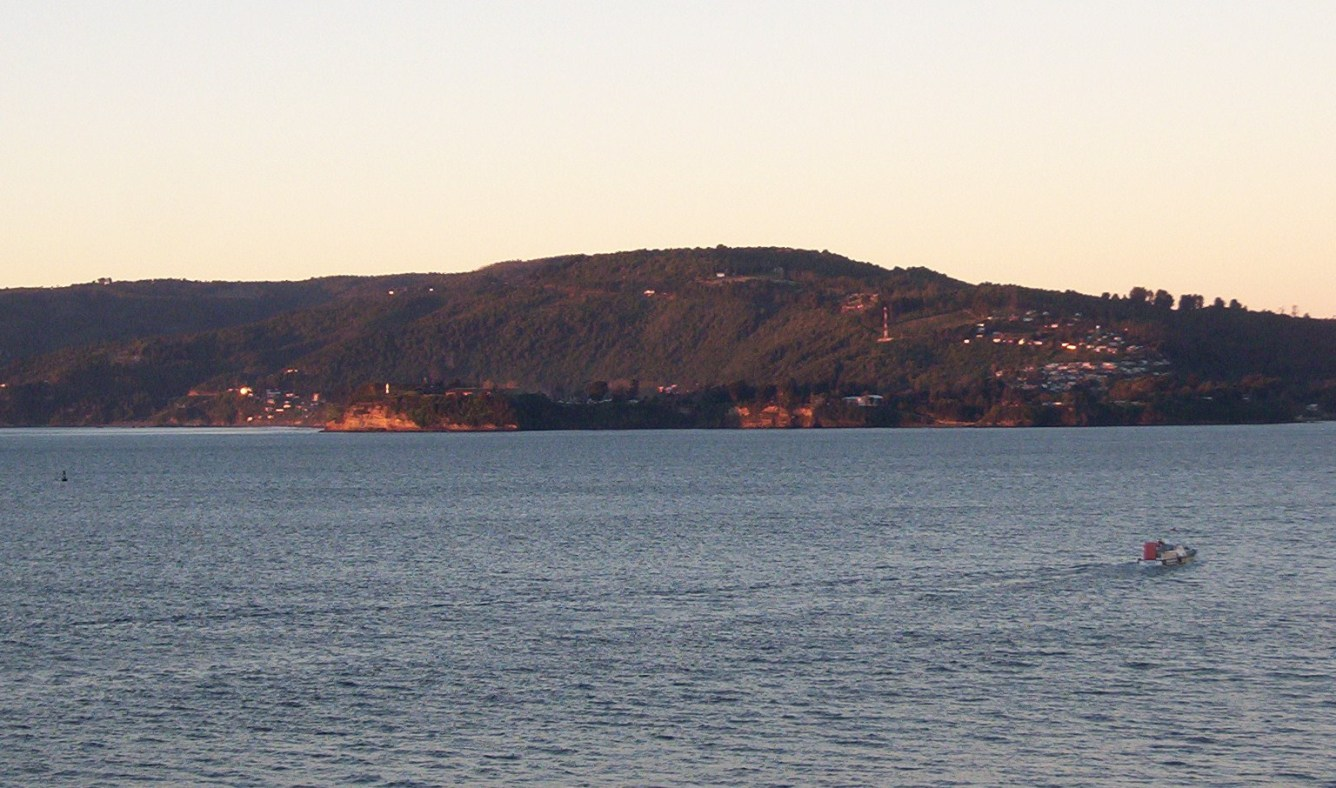
Вид на прибережні тераси Еємського інтергляціалу біля Ньебли, Вальдівія, Чилі.

Клімат Еємського інтергляціалу вважається трохи теплішим, ніж сьогоденний голоцен. Зміна інсоляції земної поверхні на різних широтах через спільну дію трьох факторів — прецесії, періодичних змін ексцентриситету земної орбіти та періодичних змін нахилу осі обертання Землі призвели що середньорічні глобальні температури, ймовірно, були на декілька градусів вищі, ніж сьогодні (Цикли Міланковича). Найтепліший час Еємського інтергляціалу відбувся близько 125 000 років тому, коли ліси росли північніше, мису Нордкап 71°10′21″ пн. ш. 25°47′40″ сх. д. / 71.17250° пн. ш. 25.79444° сх. д., Норвегія (зараз там є тундра) набагато вище Полярного кола. Дерева листяних порід, такі як ліщина та дуб, росли на північ, від Оулу, Фінляндія.
На піку Еємського інтергляціалу, зими Північної півкулі були, як правило, теплішими та вологішими, ніж зараз, хоча деякі райони насправді трохи прохолодніші, ніж сьогодні. Бегемот був поширений у річках Рейн і Темза. Північна межа поширення ліс прямувала півднем Баффінової Землі у Канадському Арктичному архіпелазі: в даний час північна межа прямує на південь від Кууджуак на півночі Квебеку. Узбережжя Аляски було достатньо теплим влітку через скорочення морського льоду в Північному Льодовитому океані, через що на острові Святого Лаврентія росли ліси (тепер тундра), хоча збільшення опадів спричинило зменшення лісового покриву на внутрішніх територіях Аляски та Юкону, незважаючи на тепліші умови. Межа степу та лісу на Великих рівнинах США прямувала далі на захід поблизу міста Лаббок, штат Техас, тоді як сьогоденна межа прямує поблизу Далласа. Еємський інтергляціал закінчився приблизно в 116 000—112 000 до Р. Х., похолоданням та початком гляціалу
Каспар et al. (GRL, 2005) проводили порівняння зв'язаної загальної моделі циркуляції (GCM) з реконструйованими температурами Еємського інтергляціалу для Європи. Середня температура у Центральній Європі (на північ від Альп) була на 1–2 ° С вищою, ніж нині; на південь від Альп, середні температури були на 1-2 ° C нижчими, ніж сьогодні. Модель (згенерована за допомогою спостережуваних концентрацій парникових газів та орбітальних параметрів Еєміану), як правило, відтворює ці спостереження, приводячи їх до висновку, що цих факторів достатньо для пояснення Еємських температур.
Дослідження 2018 року на основі зразків ґрунтів із Соклі на півночі Фінляндії виявили різке похолодання приблизно 120 000 років тому спричинене зрушеннями Північноатлантичної течії, які тривали сотні років і спричинили падіння температури на кілька градусів і зміну рослинності в цьому регіоні.